# Babys
Dans la mythologie grecque, Babys est un satyre jouant de la flûte simple, contrairement à son frère, Marsyas, qui pratique l'aulos.

## Mythe
Babys est le frère du satyre Marsyas.
À l'instar de Marsyas, Babys prétendit rivaliser avec Apollon dans l'art de la musique, à qui il proposa un concours de flûte. Mais il jouait si mal que le dieu, le tenant pour un faible d'esprit, le laissa partir sans lui faire aucun mal.
Babys jouait de la flûte à un seul tuyau tandis que son frère jouait de la flûte double.

## Sources
- Pseudo-Plutarque, De Proverbiis Alexandrinorum.

## Sur les autres projets Wikimedia
- Pierre Larousse, « Babys », Grand dictionnaire universel du XIXe siècle, t. 2e, 1867 (lire en ligne), p. 14., sur Wikisource.